# Фредерика (Делавэр)
Фредерика (англ. Frederica) — город в округе Кент в штате Делавэр США. По данным переписи 2020 года, численность населения составляла 1073 человека.

## Население
| 2010 | 2020  |
| ---- | ----- |
| 774  | ↗1073 |